# Schwarzohrmaus
Die hauptsächlich in Mexiko verbreitete Schwarzohrmaus (Peromyscus melanotis) ist ein Nagetier in der Gattung der Weißfußmäuse. Sie ist eng mit der eigentlichen Hirschmaus (Peromyscus maniculatus) verwandt. Zu welcher der beiden Arten die Population im südöstlichen Arizona zählt, ist noch nicht abschließend geklärt.

## Merkmale
Dieses Nagetier trägt seinen Namen aufgrund eines auffälligen schwarzen Haarbüschels am Ansatz der Ohren. Die Tiere sind mit Schwanz 132 bis 175 mm lang, die Schwanzlänge liegt bei 58 bis 81 mm und das Gewicht variiert zwischen 17 und 28 g. Es sind 17 bis 22 mm lange Hinterfüße und 16 bis 18 mm lange Ohren vorhanden. Die Oberseite ist ockerfarben und häufig bilden eher dunkelgraue Haare auf dem Rücken einen Aalstrich. Wie bei anderen Gattungsvertretern sind Unterseite und Extremitäten weiß. Typisch sind dunkle Ohren mit heller Kante. Der Schwanz ist deutlich in eine dunkle Oberseite und eine weiße Unterseite aufgeteilt. Gelegentlich treten völlig schwarze Exemplare (Melanismus) auf. Die Schwarzohrmaus hat in jeder Kieferhälfte einen Schneidezahn und drei molare Zähne, was 16 Zähne ergibt.

## Verbreitung
Die Art ist von südlichen Bereichen der Bundesstaaten Nuevo León und Chihuahua bis Jalisco und Veracruz verbreitet. Die mögliche Population in Arizona wurde in der Einleitung genannt. Die Schwarzohrmaus lebt vorwiegend in Gebirgen und auf Hochebenen über 2000 Meter Höhe. Maximal werden etwa 4300 Meter Höhe erreicht. Sie bewohnt felsige Landschaften mit Laub- und Nadelwäldern, Bergwiesen, Strauchflächen und Randzonen von Ackerland.

## Lebensweise
Dieses nachtaktive Nagetier ernährt sich von pflanzlichen und tierischen Organismen. Eine andere Quelle gibt an, dass hauptsächlich Grassamen und andere Pflanzensamen gefressen werden. Es wurde eine durchschnittliche Reviergröße von 410 m² ermittelt. Paarungen können vom zeitigen Frühjahr bis zum Spätherbst stattfinden. Die Wurfgröße liegt durchschnittlich bei 3,6 und maximal bei 5. Im Labor kam es zu teilweise fertilen Hybriden mit der eigentlichen Hirschmaus. Im Verbreitungsgebiet leben verschiedene andere kleine Nager und Spitzmäuse wie die Mexikanische Wühlmaus, Mexikanische Buschratte, Mexikanische Vulkanmaus und Miller-Spitzmaus (Sorex milleri).

## Gefährdung
Die IUCN listet die Art aufgrund ihres großen Verbreitungsgebiets und des stellenweisen häufigen Auftretens als nicht gefährdet (least concern).